# Frane Frol
Frane Frol, hrvaški politik, * 9. marec 1899, Sušak pri Reki, † 5. junij 1989, Zagreb. 
V rojstnem kraju je leta 1918 končal gimnazijo. Pravo je študiral v Zagrebu. Kot predstavnik prokomunistične struje v HSS (Hrvaški kmečki stranki) je postal leta 1943 podpredsednik IO HSS in 1945 član predsedstva Hrvaške republikanske kmečke stranke (HRSS). Jeseni leta 1943 se je pridružil partizanom. Na II. zasedanju AVNOJ-a je bil izvoljen v njegovo predsedstvo in v Nacionalni komite osvoboditve Jugoslavije v katerem je bil pooblaščenec za sodstvo. Bil je tudi poslanec Sabora Hrvaške ter začasne ljudske skupščine Demokratične federativne Jugoslavije. Po razglasitvi Federativne ljudske republike Jugoslavije je bil do leta 1957 pravosodni minister v zvezni vladi. Bil je večkrat odlikovan. Med drugim je prejel Red bratstva in enotnosti z zlatim vencem in Red jugoslovanske zastave na lenti. 